# Zuid-Kordofan
Zuid-Kordofan (Arabisch: Janūb Kurdufān; Engels: South Kordofan) is een zuidelijk gelegen staat van Soedan. De hoofdstad is Kaduqli. De staat heeft een oppervlakte van bijna 79.500 vierkante kilometer en heeft naar schatting 1,1 miljoen inwoners.

## Geschiedenis
Tot in de jaren 1990 was het grondgebied van de huidige staat deel van de Soedanese provincie Kordofan. In 2005 nam Zuid-Kordofan een helft van het grondgebied van buurstaat West-Kordofan over die afgeschaft werd. De oppervlakte van Zuid-Kordofan nam toe naar 158.355 km². De hoofdstad van West-Kordofan, Al-Fulah, gold als tweede hoofdstad van de staat. In juni 2013 is de staat West-Kordofan opnieuw gevormd.

## Grenzen
De staat Zuid-Kordofan heeft rondom grenzen met drie buurstaten in Soedan:
- Noord-Kordofan ten noorden.
- Witte Nijl ten noordoosten.
- West-Kordofan ten westen.

en de Zuid-Soedanese staten:
- Upper Nile ten oosten.
- Unity ten zuidwesten.

Al-Jazirah · Al-Qadarif · Ash-Shamaliyah · Blauwe Nijl · Centraal-Darfoer  · Kassala · Khartoem · Noord-Darfoer · Noord-Kordofan · Oost-Darfoer · Nijl · Rode Zee · Sennar · West-Darfoer · West-Kordofan · Witte Nijl · Zuid-Darfoer · Zuid-Kordofan